# Bataille de Dombås
Pour l’article ayant un titre homophone, voir Bataille du Donbass.
Campagne de Norvège
La bataille de Dombås s'est déroulée au mois d'avril 1940 entre l'infanterie norvégienne et une unité aéroportée allemande Fallschirmjäger. Elle fait partie de la campagne de Norvège, au moment où l'Allemagne envahie la partie de la Norvège située au sud de Trondheim.

## Contexte historique

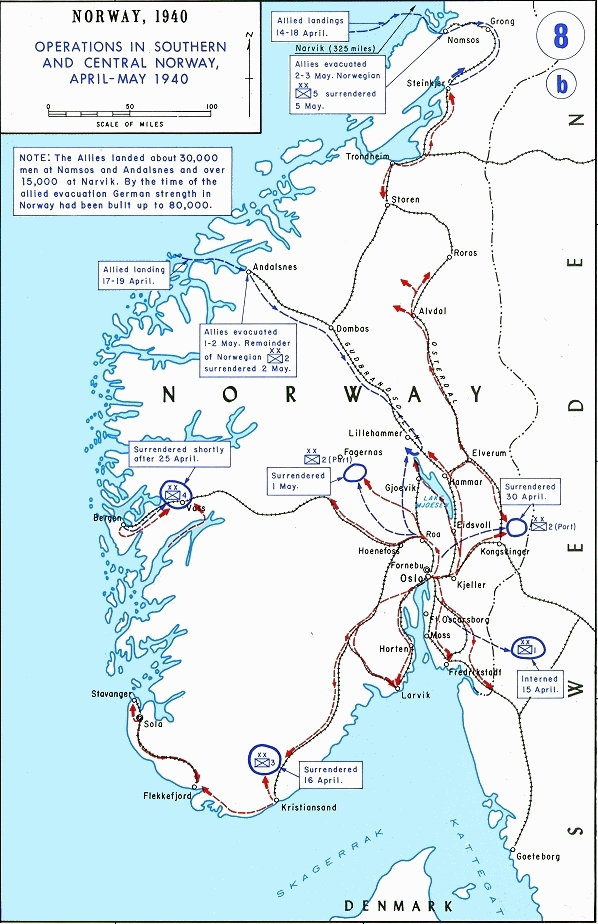
Théâtre des opérations en Norvège en avril 1940. Dombås est au centre de la carte.

## Déroulement de la bataille
Cette bataille visait à contrer le débarquement allié à Romsdal en envoyant, le 14 avril 1940, une unité de parachutistes près d'une intersection stratégique située à Dombås. Lors des cinq jours suivants, les Allemands ont bloqué la ligne de Dovre ainsi que la route principale entre Oslo et Trondheim.
Au total, durant la bataille 20 soldats norvégiens furent tués et 20 autres blessés tandis que les pertes allemandes s'élevaient à 21 tués, 40 blessés et 15 Junkers Ju 52 perdus, abattus par la DCA norvégienne ou s'étant écrasés en raison des conditions climatiques extrêmes.
Herbert Schmidt, commandant de la force parachutiste allemande sur Dombås se vit décerner la Croix de chevalier de la Croix de fer le 24 mai 1940 pour ses actions lors de la bataille.